# Дом на културата „Емануил Манолов“
Домът на културата „Емануил Манолов“ е внушителна сграда в центъра на Габрово, главна концертна зала в област Габрово. Сградата е с архитектурна и художествена стойност, важен маркер на градското продтранство.

## История
Хълмът, на който е построен, се е наричала Беглишки харман. Строителството на Дома на културата започва през юли 1959 г.
Построен само за 5 години, този истински дворец започва да функционира през 1964 година.
През епохата на социализма сградата изпълнява функциите на дом на културата и на профсъюзите.

## Архитектура
Домът на културата е изграден в стил неокласицизъм. Негов автор е арх. Карл Кандулков. Скулптурното му оформление принадлежи на проф. Илия Илиев.
Хълмистият терен е наложил да бъде оформено голямо външно стълбище. Главната източна фасада е богато украсена с колони от бял врачански камък, завършващи с изящно орнаментирани капители.
Централният източен вход въвежда в просторно фоайе, от което посетителите се отправят към зрителната театрална зала и изложбените салони. Приемните помещения са постлани с мозайка, а стените са облицовани с изкуствен мрамор. Таваните са гипсови.
Вратите, прозорците и вътрешните му стълбища са украсени с розетки от ковано желязо, фоайетата му са облицовани с разноцветен мрамор, полилеите му са месингови. Важни моменти от историята на града са художествено интерпретирани в барелефи и монументални стенописи в интериора му.
На покрива са разположени статуи в цял ръст на хора и коне. Пред сградата е издигната статуя на Емануил Манолов.
Домът на културата е разположен на 5400 квадратни метра и притежава 63 помещения. 800-местната зала е най-голямата в Габрово.

## Дейности
Този истински дворец е сред забележителностите на Габрово и средище на изкуствата и културата.
В него гостуват оперни, симфонични, балетни, музикални и танцови спектакли и творят габровските драматичен театър; камерен, духов и диксиленд оркестри. Стотици са децата и младежите, които са намерили своето място в детски фолклорен ансамбъл; детска музикална школа; неправителствени организации; школи за изучаване на чужди бойни изкуства и други.
Провеждат обучение, репетиционна и концертна дейност, семинари и конференции, изложби и творчески срещи, камерни концерти.